# Bisbat d'Aleria

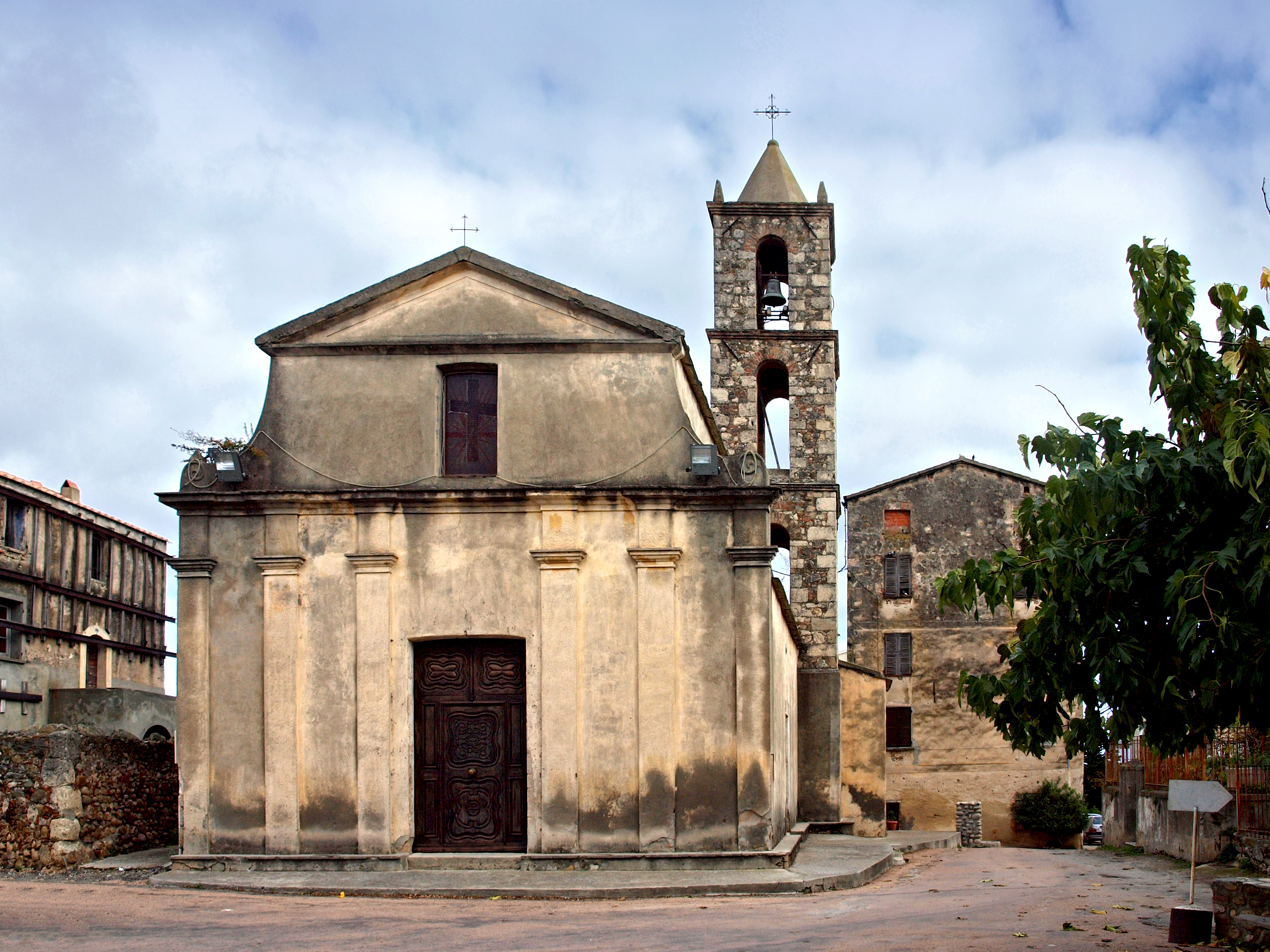
L'església de Sant Marcel a Alèria, construïda al segle XV sobre el lloc on s'alçava l'antiga catedral diocesana.

El bisbat d'Aleria (francès: Diocèse d'Aléria, llatí: Dioecesis Aleriensis) és una seu suprimida de l'Església Catòlica a frança. És una de les sis diòcesis històriques de Còrsega. Des del 2002 és una diòcesi titular.

## Territori
La diòcesi s'estenia fins a la part central-oriental de Còrsega. Era la diòcesi més gran de l'illa, composta per 23 pievi, dos enclavaments, l'església d'Aregno a la diòcesi de Mariana i la parròquia de Carbini a la diòcesi d'Aiacciu.
La seu episcopal primitiva era la ciutat d'Aleria, a l'actual departament francès de l'Alta Còrsega. Al final de l'edat mitjana, la ciutat, primerament destruïda pels sarraïns i després convertida en un cau de pirates, va ser abandonada i la regió va quedar despoblada. Així doncs, els bisbes van instal·lar la seva residència episcopal en diferents llocs, fins que, a partir de 1578, es van instal·lar a Cervione, on va ser promoguda a catedral l'església de Sant Erasme.

## Història
Els orígens de la diòcesi d'Aleria són incerts, probablement al segle vi. El primer esment de la ser és una carta de Gregori el Gran del 591 a Martí, bisbe de Taina (Tanata?), el qual, després d'un llarg govern d'aquesta antiga seu reduïda a ruïnes, va ser transferit a Aleria, que havia estat durant molt de temps vacant. El successor de Martin va ser Pere, a qui el pontífex ordenà el 596 continuar la conversió dels pagans i els fidels que han passat a la idolatria. Finalment, una altra carta del mateix pontífex informa que en 601 la diòcesi era «"diu sine episcopo" ».
Més tard, durant els cinc segles següents, són molt poques les notícies sobre la diòcesi d'Aleria i les seves institucions. A causa de les incursions dels gots, els lombards i els sarraïns, la sèrie episcopal va sofrir nombroses interrupcions; en aquest període es coneixen els noms de només tres bisbes, Bonoso al sínode romà de 649, Petronio en un document datat de 813 i Ambrogio en un altre document de 981.
Fins al segle xi, com totes les diòcesis de Còrsega, Aleria estava immediatament subjecta a la Santa Seu. El 27 d'abril de 1092 va passar a formar part de la metròpoli de l'arxidiòcesi de Pisa sota la butlla Cum universis del Papa Urbà II.
La situació religiosa i disciplinària de la diòcesi, com la majoria de les corses, va deixar molt que desitjar; les cartes dels papes de finals de l'edat mitjana revelen que els bisbes de l'època eren majoritàriament analfabets i no sabien llegir ni predicar; la mala pràctica estava generalitzada en el clergat, com era el concubinat, fins i tot entre els bisbes; sota el Papa Gregori XI, va haver de recórrer a l'inquisició per erradicar l'heretgia i la superstició a tot arreu.
Entre els principals bisbes es recorda la figura de Sant Alexandre Sauli, qui regí el destí de la diòcesi entre 1570 a 1591, donant un fort impuls a una petita diòcesi. Es va ordenar la construcció de la nova catedral a Cervione, reconstruïda al segle xviii, i s'aplicaren les disposicions del Concili de Trento, incloent l'establiment del seminari. L'obra de reforma de Sauli va ser represa vint anys més tard per Deci Giustiniani († 1642), que va deixar el record d'un zel missioner i benefactor de les esglésies i els pobres.
En 1768, Còrsega es va convertir en francesa; el rei va nomenar el primer bisbe francès, Jean-Joseph-Marie de Guernes, el 1770, que també seria l'últim bisbe d'Aleria. De fet, després del concordat, la diòcesi va ser suprimida amb la butlla Qui Christi Domini del Papa Pius VII del 29 de novembre de 1801 i el seu territori incorporat al de la diòcesi d'Aiacciu.
Avui, Aleria és seu episcopal titular establerta el 2002; l'actual bisbe titular és Guido Fiandino, antic bisbe auxiliar de Torí.

## Cronologia episcopal
- Martino † (591 - ?)
- Pietro † (citat el 596)
  - Sede vacante el 601
- Bonoso † (citat el 649)
- Petronio † (citat el 813)
- Ambrogio † (citat el 981)
- Landolfo † (abans de 1095 - després de 1118)[4]
- Biagio † (citat el 1172)
- Anonimo, O.S.B. † (abans de 1249 - de febrer de 1252 exiliat)
- L. † (citat el 1257)[4]
- Nicolò Fortiguerra, O.P. † (citat el 1270)
- Guglielmo † (citat el 1309)
- Gerardo Orlandini, O.E.S.A. † (1322 - 2 de març de 1328)[5]
- Galgano Bocca di Bue (Galgano Biagio di Firenze), O.F.M. † (14 de març de 1330 - 20 de novembre de 1342 nomenat bisbe de Cefalù)
- Guglielmo Arcumbaldi, O.E.S.A. † (15 de gener de 1343 - 30 de juliol de 1345 nomenat bisbe de Segni)[6]
- Arnoldo, O.P. † (30 de juliol de 1345 - ?)
- Raimondo † (4 de maig de 1351 - ? mort)
- Giovanni di Pavia, O.F.M. † (15 de març de 1361 - 1362 mort)
- Biagio II, O.P. † (8 de novembre de 1362 - ? mort)
- Salvino di Nebbio † (5 de novembre de 1365 - 1405 mort)
- Bartolomeo † (13 de gener de 1406 - 1410 mort)
- Ottobono Lomellino † (18 de febrer de 1411 - 1411 mort)
- Ambrogio d'Omessa † (15 de gener de 1412 - circa 1440 mort)
- Leone, O.P. † (17 de setembre de 1440 - ? mort)[7]
- Giovanni Andrea Bussi † (23 de juliol de 1466 - 4 de febrer de 1475 mort)
- Ardicino della Porta † (22 de febrer de 1475 - 4 de febrer de 1493 mort)
- Girolamo Pallavicini † (8 de febrer de 1493 - 1517 mort)[8]
  - Innocenzo Cibo † (19 de juny de 1518 - 11 de març de 1520 nomenat arquebisbe de Gènova) (administrador apostòlic)
- Francesco Pallavicini † (19 de desembre de 1520 - ? mort)
- Pietro Francesco Pallavicini † (? - ? mort)[9]
- Sant'Alessandro Sauli, B. † (10 de febrer de 1570 - 10 de maig de 1591 nomenat bisbe de Pavia)
- Ottavio Belmosto † (31 de juliol de 1591 - 1608 renuncià)
- Domenico Rivarola † (10 de desembre de 1608 - 30 de març de 1609 nomenat arquebisbe de Natzaret)
- Giovanni Scalo (o Sauli), O.P. † (19 de juny de 1609 - 1611 mort)
- Giovan Francesco Morta (o Mirto), C.R. † (18 d'abril de 1611 - 1612 mort)
- Decio Giustiniani, O.P. † (27 de febrer de 1612 - 21 de novembre de 1642 mort)
- Ottaviano Raggi † (12 de gener de 1643 - 31 de desembre de 1643 mort)
- Agostino Donghi, C.R. † (18 d'abril de 1644 - 28 o 29 de gener de 1648 mort)
- Giovanni Battista Imperiali, C.R. † (24 de novembre de 1653 - 13 d'abril de 1674 mort)
- Mario Emmanuele Durazzo † (25 de juny de 1674 - 19 de maig de 1704 nomenat bisbe de Accia e Mariana)
- Raffaele Raggi, B. † (2 de març de 1705 - 20 de setembre de 1712 mort)
- Carlo Maria Giuseppe Fornari † (30 de gener de 1713 - 20 de febrer de 1715 nomenat bisbe d'Albenga)
- Agostino Saluzzo, C.M. † (18 de març de 1715 - 3 de juliol de 1720 nomenat bisbe d'Accia iMariana)
- Camillo de Mari, C.R. † (30 de setembre de 1720 - de gener de 1741 mort)
- Girolamo Curlo † (29 de maig de 1741 - 27 de desembre de 1749 mort)
- Matteo d'Angelis † (23 de setembre de 1750 - de desembre de 1769 mort)
- Jean-Joseph-Marie de Guernes † (6 d'agost de 1770 - 29 de novembre de 1801 renuncià)

## Cronologia de bisbes titulars
- Guido Fiandino, des del 21 de juny de 2002